# A-Netz

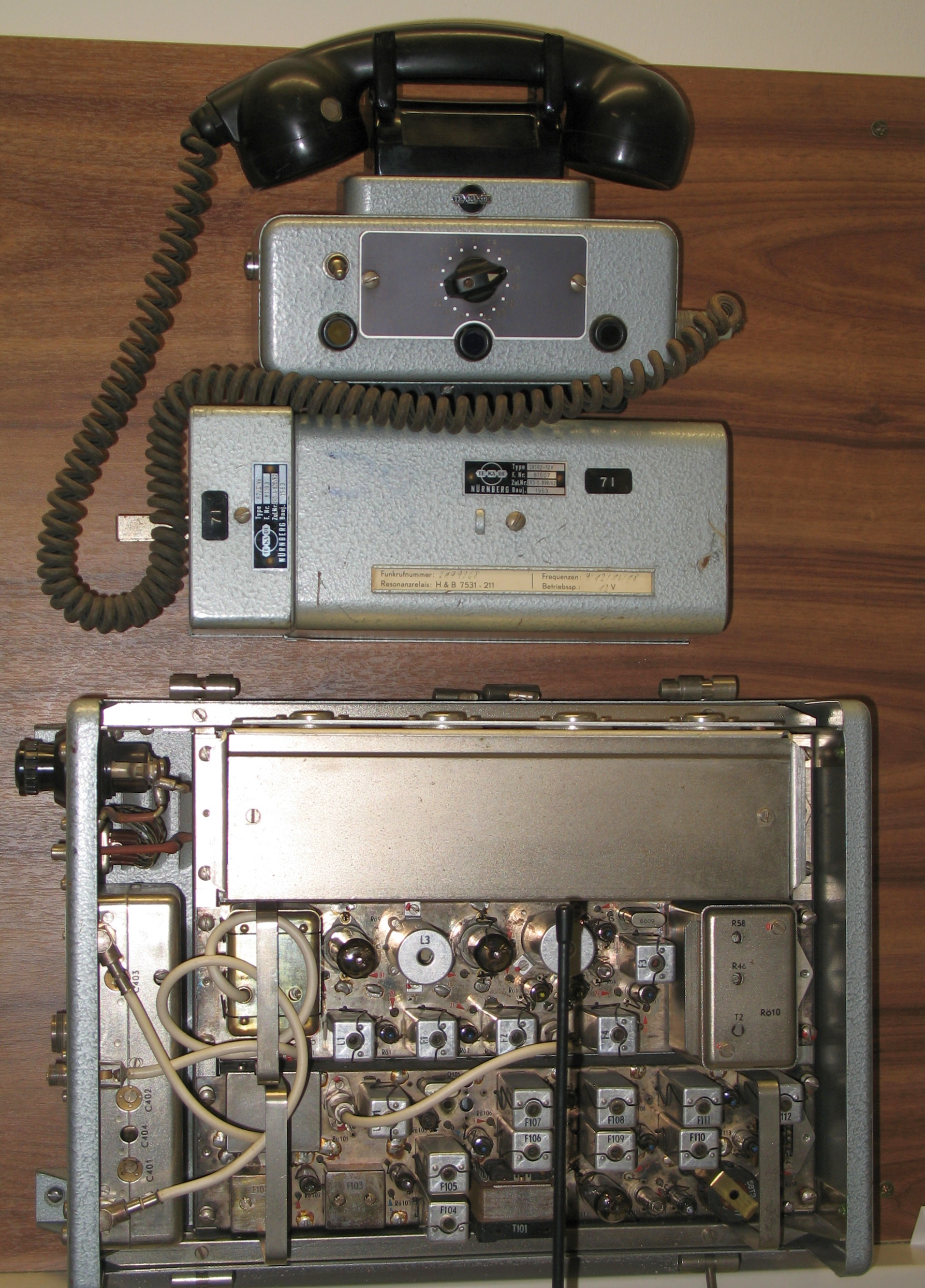
En A-Netz telefon.

A-Netz var det första mobiltelefoninätet i Västtyskland. Det byggdes 1958 och var handförmedlat, man fick alltså ringa en operatör och be att bli vidarekopplad. Systemet stödde maximalt 13 000 användare och upptog volymen av en baklucka i dåtidens normalstora bil. 